# Украина на летних Олимпийских играх 2024
Украина на летних Олимпийских играх 2024 года в Париже была представлена 140 спортсменами в 22 видах спорта. Это восьмое подряд участие страны в летних Олимпийских играх в постсоветскую эпоху.
Украинцы завоевали 12 наград: 3 золотые, 5 серебряных и 4 бронзовые. Медали были завоёваны в 7 видах спорта. Золотых медалей они выиграли столько же, сколько на Играх 2016 и 2020 годов вместе взятых. По общему количеству наград меньше у Украины было только в 2016 году (11).
Украинцы завоевали золотые медали в лёгкой атлетике (третья в истории и первая с 2008 года), фехтовании (третья в истории) и боксе (пятая в истории).
Фехтовальщица Ольга Харлан стала третьей женщиной после гимнастки Лилии Подкопаевой и пловчихи Яны Клочковой, выигравшей более одной золотой олимпийской медали в составе сборной Украины (среди мужчин таких двое). Харлан завоевала в Париже две награды (золото в командном первенстве саблисток и бронзу в личном) и вышла в лидеры по общему количеству олимпийских наград среди всех украинских спортсменов (6).
Сборная Украины впервые приняла участие в футбольном турнире Олимпийских игр (мужская сборная обыграла будущего бронзового призёра сборную Марокко, но не вышла из группы). Это был единственный командный игровой вид спорта, в которым украинцы были представлены на Играх 2024 года.

## Награды
| Медаль  | Спортсмен(-ы)                                             | Вид спорта                  | Дисциплина                       | Дата            |
| ------- | --------------------------------------------------------- | --------------------------- | -------------------------------- | --------------- |
| Золото  | Ольга Харлан Елена Кравацкая Алина Комащук Юлия Бакастова | Фехтование                  | Сабля, командное первенство      | 3 августа 2024  |
| Золото  | Ярослава Магучих                                          | Лёгкая атлетика             | Прыжки в высоту                  | 4 августа 2024  |
| Золото  | Александр Хижняк                                          | Бокс                        | До 80 кг                         | 7 августа 2024  |
| Серебро | Сергей Кулиш                                              | Стрельба                    | Винтовка из трёх положений, 50 м | 1 августа 2024  |
| Серебро | Илья Ковтун                                               | Спортивная гимнастика       | Параллельные брусья              | 5 августа 2024  |
| Серебро | Парвиз Насибов                                            | Борьба                      | Греко-римская борьба, до 67 кг   | 8 августа 2024  |
| Серебро | Людмила Лузан Анастасия Рыбачок                           | Гребля на байдарках и каноэ | Каноэ-двойки, 500 метров         | 9 августа 2024  |
| Серебро | Ирина Коляденко                                           | Борьба                      | До 62 кг                         | 10 августа 2024 |
| Бронза  | Ольга Харлан                                              | Фехтование                  | Сабля, личное первенство         | 29 июля 2024    |
| Бронза  | Ирина Геращенко                                           | Лёгкая атлетика             | Прыжки в высоту                  | 4 августа 2024  |
| Бронза  | Михаил Кохан                                              | Лёгкая атлетика             | Метание молота                   | 4 августа 2024  |
| Бронза  | Жан Беленюк                                               | Борьба                      | Греко-римская борьба, до 87 кг   | 8 августа 2024  |

| Вид спорта                  | 1 | 2 | 3 | Всего |
| Легкая атлетика             | 1 | 0 | 2 | 3     |
| Борьба                      | 0 | 2 | 1 | 3     |
| Фехтование                  | 1 | 0 | 1 | 2     |
| Бокс                        | 1 | 0 | 0 | 1     |
| Гимнастика спортивная       | 0 | 1 | 0 | 1     |
| Гребля на байдарках и каноэ | 0 | 1 | 0 | 1     |
| Стрельба                    | 0 | 1 | 0 | 1     |
| Всего                       | 3 | 5 | 4 | 12    |

| Медали по датам | Медали по датам | Медали по датам | Медали по датам | Медали по датам | Медали по датам |
| --------------- | --------------- | --------------- | --------------- | --------------- | --------------- |
| Дата            | 1               | 2               | 3               | Всего           |                 |
| 29 июля         | 0               | 0               | 1               | 1               |                 |
| 1 августа       | 0               | 1               | 0               | 1               |                 |
| 3 августа       | 1               | 0               | 0               | 1               |                 |
| 4 августа       | 1               | 0               | 2               | 3               |                 |
| 5 августа       | 0               | 1               | 0               | 1               |                 |
| 7 августа       | 1               | 0               | 0               | 1               |                 |
| 8 августа       | 0               | 1               | 1               | 2               |                 |
| 9 августа       | 0               | 1               | 0               | 1               |                 |
| 10 августа      | 0               | 1               | 0               | 1               |                 |
| Всего           | 3               | 5               | 4               | 12              |                 |

| Медали по полу | Медали по полу | Медали по полу | Медали по полу | Медали по полу |
| -------------- | -------------- | -------------- | -------------- | -------------- |
| Пол            | 1              | 2              | 3              | Всего          |
| Мужчины        | 1              | 3              | 2              | 6              |
| Женщины        | 2              | 2              | 2              | 6              |
| Микст          | 0              | 0              | 0              | 0              |
| Всего          | 3              | 5              | 14             | 7              |

| Мультимедалисты | Мультимедалисты | Мультимедалисты | Мультимедалисты | Мультимедалисты | Мультимедалисты | Мультимедалисты |
| --------------- | --------------- | --------------- | --------------- | --------------- | --------------- | --------------- |
| Спортсмен       | Вид спорта      | 1               | 2               | 3               | Total           |                 |
| Ольга Харлан    | Фехтование      | 1               | 0               | 1               | 2               |                 |

## Состав участников
| Вид спорта                  | Мужчины | Женщины | Всего |
| --------------------------- | ------- | ------- | ----- |
| Академическая гребля        | 2       | 4       | 6     |
| Бадминтон                   | 0       | 1       | 1     |
| Борьба                      | 5       | 4       | 9     |
| Бокс                        | 3       | 0       | 3     |
| Брейкинг                    | 1       | 2       | 3     |
| Велоспорт                   | 2       | 2       | 4     |
| Гребля на байдарках и каноэ | 5       | 4       | 9     |
| Дзюдо                       | 2       | 3       | 5     |
| Лёгкая атлетика             | 11      | 14      | 25    |
| Настольный теннис           | 1       | 2       | 3     |
| Плавание                    | 4       | 1       | 5     |
| Прыжки в воду               | 5       | 4       | 9     |
| Синхронное плавание         | 0       | 2       | 2     |
| Современное пятиборье       | 2       | 1       | 3     |
| Спортивная гимнастика       | 5       | 1       | 6     |
| Спортивное скалолазание     | 1       | 1       | 2     |
| Стрельба                    | 4       | 2       | 6     |
| Стрельба из лука            | 1       | 1       | 2     |
| Фехтование                  | 0       | 6       | 6     |
| Футбол                      | 18      | 0       | 18    |
| Теннис                      | 0       | 6       | 6     |
| Тяжёлая атлетика            | 0       | 1       | 1     |
| Художественная гимнастика   | 0       | 6       | 6     |
| Всего                       | 72      | 68      | 140   |

## Академическая гребля
Три состава украинских гребцов квалифицировались на европейской квалификационной регате 2024 года в Сегеде (Венгрия) и финальной квалификационной регате 2024 года в Люцерне (Швейцария).
Мужчины
| Спортсмены                    | Дисциплина                | Предварительный заезд | Предварительный заезд | Отборочный заезд | Отборочный заезд | Полуфинал | Полуфинал | Финал   | Финал |
| Спортсмены                    | Дисциплина                | Время                 | Место                 | Время            | Место            | Время     | Место     | Время   | Место |
| ----------------------------- | ------------------------- | --------------------- | --------------------- | ---------------- | ---------------- | --------- | --------- | ------- | ----- |
| Игорь Хмара Станислав Ковалёв | Двойки парные, лёгкий вес | 7:00.13               | 4 R                   | 6:46.05          | 2 SA/B           | 6:37.35   | 5 FB      | 6:26.32 | 11    |

Женщины
| Спортсменки                                                                                           | Дисциплина      | Предварительный заезд | Предварительный заезд | Отборочный заезд | Отборочный заезд | Полуфинал | Полуфинал | Финал   | Финал |
| Спортсменки                                                                                           | Дисциплина      | Время                 | Место                 | Время            | Место            | Время     | Место     | Время   | Место |
| --- | --------------- | --------------------- | --------------------- | ---------------- | ---------------- | --------- | --------- | ------- | ----- |
| Евгения Довгодько Екатерина Дудченко Дарья Верхогляд Анастасия Коженкова Наталия Довгодько (запасная) | Четвёрки парные | 6:20.09               | 2 FA                  | —                | —                | —         | —         | 6:23.05 | 5     |

## Бадминтон
Украинская бадминтонистка Полина Бугрова квалифицировалась на Олимпийские игры, заняв 74 место в рейтинге Всемирной федерации бадминтона.
Женщины
| Спортсменка    | Дисциплина       | Групповой этап       | Групповой этап        | Групповой этап | 1/8 финала            | Четвертьфинал         | Полуфинал             | Финал / МБ            | Финал / МБ            |
| Спортсменка    | Дисциплина       | Соперница Счёт       | Соперница Счёт        | Место          | Соперница Счёт        | Соперница Счёт        | Соперница Счёт        | Соперница Счёт        | Место                 |
| -------------- | ---------------- | -------------------- | --------------------- | -------------- | --------------------- | --------------------- | --------------------- | --------------------- | --------------------- |
| Полина Бугрова | Одиночный разряд | INAГ. Тунджунг П 0:2 | CZEТ. Швабикова В 2:1 | 2              | завершила выступление | завершила выступление | завершила выступление | завершила выступление | завершила выступление |

## Бокс
Три украинских боксёра квалифицировались на Олимпийские игры. Александр Хижняк гарантировал участие в Олимпиаде на Европейских играх 2023. Айдер Абдураимов и Дмитрий Ловчинский достигли этого, победив на 2-м мировом олимпийском квалификационном турнире 2024 года.
Мужчины
| Спортсмен          | Категория   | 1/8 финала           | Четвертьфинал        | Полуфинал            | Финал                | Финал                |                      |
| Спортсмен          | Категория   | Соперник Результат   | Соперник Результат   | Соперник Результат   | Соперник Результат   | Место                |                      |
| ------------------ | ----------- | -------------------- | -------------------- | -------------------- | -------------------- | -------------------- | -------------------- |
| Айдер Абдураимов   | До 57 кг    | CROХ. Ибаньес П 0:5  | завершил выступление | завершил выступление | завершил выступление | завершил выступление | завершил выступление |
| Александр Хижняк   | До 80 кг    | HUNП. Акилов В 4:0   | BRAВ. Перейра В 5:0  | CUBА. Лопес В 3:2    | KAZН. Оралбай В 3:2  | 1                    |                      |
| Дмитрий Ловчинский | Свыше 92 кг | AUSТ. Теремоана П KO | завершил выступление | завершил выступление | завершил выступление | завершил выступление |                      |

## Борьба
Девять украинских борцов сумели квалифицироваться на Олимпийские игры. Ирина Коляденко и Жан Беленюк добились этого за счёт третьих мест на чемпионате мира 2023. Парвиз Насибов и Оксана Ливач завоевали лицензии на Олимпиаду благодаря победам на европейском квалификационном турнире 2024. Алина Грушина, Илья Арчая, Василий Михайлов, Александр Хоцяновский, Манола Скобельская получили места на Играх из-за перераспределения квот после отказа от участия со стороны индивидуальных нейтральных спортсменов из России и Беларуси.

### Вольная борьба
Мужчины
| Спортсмен             | Категория | 1/8 финала                  | Четвертьфинал               | Полуфинал            | Утешительный поединок   | Финал / ПБ                | Финал / ПБ           |
| Спортсмен             | Категория | Соперник Результат          | Соперник Результат          | Соперник Результат   | Соперник Результат      | Соперник Результат        | Место                |
| --------------------- | --------- | --------------------------- | --------------------------- | -------------------- | ----------------------- | ------------------------- | -------------------- |
| Василий Михайлов      | До 86 кг  | М. Амин (SMR) П 4:7         | завершил выступление        | завершил выступление | завершил выступление    | завершил выступление      | завершил выступление |
| Мураз Мчедлидзе       | До 97 кг  | И. Чифчи (TUR) В 5:1        | Г. Мачарашвили (GEO) П 0:11 | —                    | Н. Де Ланге (RSA) В 5:3 | М. Магомедов (AZE) П 0:10 | =5                   |
| Александр Хоцяновский | до 125 кг | Г. Петриашвили (GEO) П 0:11 | —                           | —                    | Р. Баран (POL) П 0:3    | завершил выступление      | завершил выступление |

Женщины
| Спортсменка     | Категория | 1/8 финала                   | Четвертьфинал          | Полуфинал                 | Утешительный поединок | Финал / ПБ             | Финал / ПБ            |
| Спортсменка     | Категория | Соперница Результат          | Соперница Результат    | Соперница Результат       | Соперница Результат   | Соперница Результат    | Место                 |
| --------------- | --------- | ---------------------------- | ---------------------- | ------------------------- | --------------------- | ---------------------- | --------------------- |
| Оксана Ливач    | До 50 кг  | А. Кеунимжаева (UZB) В 10:0  | В. Пхогат (IND) П 5:7  | —                         | —                     | Юи Сусаки (JPN) П 0:10 | =5                    |
| Алина Грушина   | До 57 кг  | А. Лысак (POL) В 16:13       | Х. Марулис (USA) П 4:7 | завершила выступление     | завершила выступление | завершила выступление  | завершила выступление |
| Ирина Коляденко | До 62 кг  | Пурэвдорджийн О. (MGL) В 8:7 | Б. Дудова (BUL) В 7:3  | А. Тыныбекова (KGZ) В 9:2 | —                     | С. Мотоки (JPN) П 1:12 | 2                     |
| Татьяна Сова    | До 68 кг  | Н. Дахия (IND) П 4:6         | завершила выступление  | завершила выступление     | завершила выступление | завершила выступление  | завершила выступление |

### Греко-римская борьба
| Спортсмен      | Категория | 1/8 финала              | Четвертьфинал           | Полуфинал               | Утешительный поединок | Финал / ПБ             | Финал / ПБ |
| Спортсмен      | Категория | Соперник Результат      | Соперник Результат      | Соперник Результат      | Соперник Результат    | Соперник Результат     | Место      |
| -------------- | --------- | ----------------------- | ----------------------- | ----------------------- | --------------------- | ---------------------- | ---------- |
| Парвиз Насибов | До 67 кг  | М. Немеш (SRB) В 3:2    | А. Исмаилов (KGZ) В 7:6 | Х. Джафаров (AZE) В 3:3 | —                     | С. Эсмаили (IRI) П 5:6 | 2          |
| Жан Беленюк    | До 87 кг  | Цянь Хайтао (CHN) В 7:1 | Н. Турсынов (KAZ) В 7:3 | А. Мохмади (IRI) П 3:3  | —                     | А. Кулинич (POL) В 3:1 | 3          |

## Брейкинг
| Спортсмен                  | Категория | Групповой этап          | Групповой этап          | Групповой этап             | Групповой этап | Четвертьфинал         | Полуфинал             | Финал                 | Финал                 |
| Спортсмен                  | Категория | Соперник Результат      | Соперник Результат      | Соперник Результат         | Место          | Соперник Результат    | Соперник Результат    | Соперник Результат    | Место                 |
| -------------------------- | --------- | ----------------------- | ----------------------- | -------------------------- | -------------- | --------------------- | --------------------- | --------------------- | --------------------- |
| Олег Кузнецов (Kuzya)      | B-Boys    | Д.Д. Арпи (AUS) В 2–0   | Ф. Ким (CAN) Н 1–1      | Д. Сивиль (FRA) П 0–2      | 3              | завершил выступление  | завершил выступление  | завершил выступление  | завершил выступление  |
| Екатерина Павленко (Kate)  | B-Girls   | К. Дудек (FRA) В 2–0    | А. Фукусима (JPN) Н 1–1 | А. Пономаренко (UKR) Н 1–1 | 1              | Лю Цинъи (CHN) П 0–3  | завершила выступление | завершила выступление | завершила выступление |
| Анна Пономаренко (Stefani) | B-Girls   | А. Фукусима (JPN) Н 1–1 | К. Дудек (FRA) В 2–0    | Е. Павленко (UKR) Н 1–1    | 3              | завершила выступление | завершила выступление | завершила выступление | завершила выступление |

## Велоспорт

### Шоссейные велогонки
Мужчины
| Спортсмен      | Дисциплина      | Время   | Место |
| -------------- | --------------- | ------- | ----- |
| Анатолий Будяк | Групповая гонка | 6:39.27 | 66    |

Женщины
| Спортсмен     | Дисциплина                 | Время    | Место |
| ------------- | -------------------------- | -------- | ----- |
| Юлия Бирюкова | Групповая гонка            | 4.10,47  | 67    |
| Юлия Бирюкова | Гонка с раздельным стартом | 44.43,73 | 27    |

### Маунтинбайк
| Спортсмен        | Категория | Время   | Место |
| ---------------- | --------- | ------- | ----- |
| Александр Гудыма | Мужчины   | -1 КРУГ | 32    |
| Яна Беломоина    | Женщины   | -1 КРУГ | 26    |

## Гребля на байдарках и каноэ

### Гладкая вода
Мужчины
| Спортсмен                                                | Дисциплина       | Заезды  | Заезды | Четвертьфиналы | Четвертьфиналы | Полуфиналы            | Полуфиналы            | Финалы                | Финалы                |
| Спортсмен                                                | Дисциплина       | Время   | Место  | Время          | Место          | Время                 | Место                 | Время                 | Место                 |
| -------------------------------------------------------- | ---------------- | ------- | ------ | -------------- | -------------- | --------------------- | --------------------- | --------------------- | --------------------- |
| Олег Кухарик Игорь Трунов                                | Байдарка-2 500 м | 1.31,24 | 3 Q QF | 1.29,68        | 6              | завершили выступление | завершили выступление | завершили выступление | завершили выступление |
| Олег Кухарик Дмитрий Даниленко Игорь Трунов Иван Семыкин | Байдарка-4 500 м | 1.21,55 | 4 Q QF | 1.20,94        | 5 Q SF         | 1.20,67               | 4 Q F                 | 1.21,01               | 4                     |
| Павел Алтухов                                            | Каноэ-1 1000 м   | 4.11,32 | 5 Q QF | 3.51,58        | 3              | завершил выступление  | завершил выступление  | завершил выступление  | завершил выступление  |

Женщины
| Спортсменка                     | Дисциплина       | Заезды  | Заезды | Четвертьфиналы | Четвертьфиналы | Полуфиналы | Полуфиналы | Финалы  | Финалы |
| Спортсменка                     | Дисциплина       | Время   | Место  | Время          | Место          | Время      | Место      | Время   | Место  |
| ------------------------------- | ---------------- | ------- | ------ | -------------- | -------------- | ---------- | ---------- | ------- | ------ |
| Мария Повх                      | Байдарка-1 500 м | 1.54,13 | 4 Q QF | 1.52,09        | 3 Q SF         | 1.52,51    | 6 Q FC     | 2.00,94 | 24     |
| Людмила Лузан                   | Каноэ-1 200 м    | 48,42   | 4 Q QF | 47,42          | 1 Q SF         | 46,67      | 7 Q FB     | DNS     | 16     |
| Людмила Лузан Анастасия Рыбачок | Каноэ-2 500 м    | 1.55,88 | 2 Q SF | —              | —              | 1.55,62    | 3 Q FA     | 1.54,30 | 2      |

### Гребной слалом
Женщины
| Спортсмен   | Дисциплина | Заезды    | Заезды | Заезды    | Заезды | Заезды       | Заезды | Полуфинал | Полуфинал | Финал                 | Финал                 |
| Спортсмен   | Дисциплина | 1 попытка | Место  | 2 попытка | Место  | Лучшее время | Место  | Время     | Место     | Время                 | Место                 |
| ----------- | ---------- | --------- | ------ | --------- | ------ | ------------ | ------ | --------- | --------- | --------------------- | --------------------- |
| Виктория Ус | Байдарка-1 | 100,42    | 16     | 98,65     | 16     | 98,65        | 18 Q   | 120,76    | 18        | завершила выступление | завершила выступление |
| Виктория Ус | Каноэ-1    | 113,67    | 16     | 106,09    | 6      | 106,09       | 9 Q    | 114,26    | 8 Q       | 117,98                | 11                    |

Кросс на байдарках
| Спортсмен   | Категория | Квалификация | Квалификация | 1 круг | 2 круг | Четвертьфиналы | Полуфиналы            | Финал                 | Итоговое место |
| Спортсмен   | Категория | Время        | Место        | Место  | Место  | Место          | Место                 | Место                 | Итоговое место |
| ----------- | --------- | ------------ | ------------ | ------ | ------ | -------------- | --------------------- | --------------------- | -------------- |
| Виктория Ус | Женщины   | 78,18        | 26           | 2 Q Q2 | 2 Q QF | 3              | завершила выступление | завершила выступление | 11             |

## Дзюдо
Мужчины
| Категория | Спортсмены       | 1/32 финала        | 1/16 финала          | 1/8 финала                      | Четвертьфинал        | Полуфинал            | Финал                | Место                |
| Категория | Спортсмены       | Соперник Результат | Соперник Результат   | Соперник Результат              | Соперник Результат   | Соперник Результат   | Соперник Результат   | Место                |
| --------- | ---------------- | ------------------ | -------------------- | ------------------------------- | -------------------- | -------------------- | -------------------- | -------------------- |
| до 60 кг  | Дильшот Халматов | —                  | UZBД. Рузиев В 01:00 | KAZЕ. Сметов П 00:01            | завершил выступление | завершил выступление | завершил выступление | завершил выступление |
| до 66 кг  | Богдан Ядов      | —                  | KGZУ. Айбек В 11:00  | MGLЁндонпэрэнлэйн Басху П 00:10 | завершил выступление | завершил выступление | завершил выступление | завершил выступление |

Женщины
| Категория   | Спортсменки          | 1/32 финала        | 1/16 финала           | 1/8 финала             | Четвертьфинал          | Полуфинал             | Утешительный раунд      | Финал                 | Место                 |
| Категория   | Спортсменки          | Соперник Результат | Соперник Результат    | Соперник Результат     | Соперник Результат     | Соперник Результат    | Соперник Результат      | Соперник Результат    | Место                 |
| ----------- | -------------------- | ------------------ | --------------------- | ---------------------- | ---------------------- | --------------------- | ----------------------- | --------------------- | --------------------- |
| до 57 кг    | Дарья Белодед        | —                  | KIRН. Тиебва В 10:00  | JPNХ. Фунакубо П 00:10 | завершила выступление  | завершила выступление | завершила выступление   | завершила выступление | завершила выступление |
| до 78 кг    | Елизавета Литвиненко | —                  | —                     | KOSЛ. Кука В 01:00     | ITAА. Белланди П 00:10 | —                     | CHNМа Чжэньчжао П 00:10 | —                     | 7                     |
| свыше 78 кг | Кристина Гоман       | —                  | М. Кампс (NED) П 0–10 | завершила выступление  | завершила выступление  | завершила выступление | завершила выступление   | завершила выступление | завершила выступление |

## Лёгкая атлетика
Мужчины
Беговые дисциплины
| Дисциплина        | Спортсмены          | Предварительные забеги | Предварительные забеги | Утешительные забеги | Утешительные забеги | Полуфиналы           | Полуфиналы           | Финал                | Финал                |
| Дисциплина        | Спортсмены          | Время                  | Место                  | Время               | Место               | Время                | Место                | Время                | Место                |
| ----------------- | ------------------- | ---------------------- | ---------------------- | ------------------- | ------------------- | -------------------- | -------------------- | -------------------- | -------------------- |
| бег на 400 метров | Александр Погорилко | 45,71                  | 36 Q R                 | 45,59               | 12                  | завершил выступление | завершил выступление | завершил выступление | завершил выступление |

Шоссейные дисциплины
| Дисциплина              | Спортсмены   | Время   | Место | Отставание |
| ----------------------- | ------------ | ------- | ----- | ---------- |
| ходьба на 20 километров | Игорь Главан | 1:24.52 | 40    | 5.57       |

Технические дисциплины
| Дисциплина      | Спортсмены        | Квалификация | Квалификация | Финал                | Финал                |
| Дисциплина      | Спортсмены        | Результат    | Место        | Результат            | Место                |
| --------------- | ----------------- | ------------ | ------------ | -------------------- | -------------------- |
| прыжок в высоту | Олег Дорощук      | 2,24         | 11 q         | 2,31                 | 6                    |
| прыжок в высоту | Владислав Лавский | 2,15         | 25           | завершил выступление | завершил выступление |
| прыжок в высоту | Андрей Проценко   | NM           | NM           | завершил выступление | завершил выступление |
| толкание ядра   | Роман Кокошко     | 19,36        | 22           | завершил выступление | завершил выступление |
| метание молота  | Михаил Кохан      | 77,42        | 3 Q          | 79,39                | 3                    |
| метание копья   | Артур Фельфнер    | 81,84        | 15           | завершил выступление | завершил выступление |

Женщины
Беговые дисциплины
| Дисциплина                    | Спортсменки     | Предварительные забеги | Предварительные забеги | Утешительные забеги | Утешительные забеги | Полуфиналы            | Полуфиналы            | Финал                 | Финал                 |
| Дисциплина                    | Спортсменки     | Время                  | Место                  | Время               | Место               | Время                 | Место                 | Время                 | Место                 |
| ----------------------------- | --------------- | ---------------------- | ---------------------- | ------------------- | ------------------- | --------------------- | --------------------- | --------------------- | --------------------- |
| бег на 400 метров с барьерами | Анна Рыжикова   | 55,13                  | 19 Q R                 | 54,95               | 3 Q SF              | 55,65                 | 23                    | завершила выступление | завершила выступление |
| бег на 400 метров с барьерами | Виктория Ткачук | 58,10                  | 38 Q R                 | 59.40               | 21                  | завершила выступление | завершила выступление | завершила выступление | завершила выступление |

Шоссейные дисциплины
| Дисциплина              | Спортсменки        | Время   | Место | Отставание |
| ----------------------- | ------------------ | ------- | ----- | ---------- |
| ходьба на 20 километров | Елена Собчук       | 1:31.12 | 20    | 5.18       |
| ходьба на 20 километров | Мария Сахарук      | 1:30.12 | 17    | 4.18       |
| ходьба на 20 километров | Людмила Оляновская | 1:29.55 | 14    | 4.01       |

Технические дисциплины
| Дисциплина      | Спортсменки         | Квалификация | Квалификация | Финал                 | Финал                 |
| Дисциплина      | Спортсменки         | Результат    | Место        | Результат             | Место                 |
| --------------- | ------------------- | ------------ | ------------ | --------------------- | --------------------- |
| прыжок в высоту | Ирина Геращенко     | 1,95         | 4 Q          | 1,95                  | 3                     |
| прыжок в высоту | Юлия Левченко       | NM           | NM           | завершила выступление | завершила выступление |
| прыжок в высоту | Ярослава Магучих    | 1,95         | 1 Q          | 2,00                  | 1                     |
| тройной прыжок  | Марина Бех-Романчук | 14,30        | 8 Q          | 13,98                 | 11                    |
| тройной прыжок  | Ольга Корсун        | 13,06        | 29           | завершила выступление | завершила выступление |
| метание молота  | Ирина Климец        | 66,95        | 26           | завершила выступление | завершила выступление |

Смешанные дисциплины
| Дисциплина            | Спортсмены                                                                                       | Квалификация | Квалификация | Финал                 | Финал                 |
| Дисциплина            | Спортсмены                                                                                       | Время        | Место        | Время                 | Место                 |
| --------------------- | ------------------------------------------------------------------------------------------------ | ------------ | ------------ | --------------------- | --------------------- |
| эстафета 4×400 метров | Александр Погорилко Даниил Даниленко Виталий Бутрым Анна Рыжикова Марьяна Шостак Татьяна Мельник | 3.51,14      | 14           | завершили выступление | завершили выступление |
| смешанная эстафета    | Иван Банзерук Людмила Оляновская                                                                 | —            | —            | 3:01.50               | 17                    |

## Настольный теннис
Мужчины
| Соревнование     | Спортсмены       | Квалификация       | Первый раунд           | Второй раунд         | Третий раунд         | Четвертьфинал        | Полуфинал            | Финал                | Место                |
| Соревнование     | Спортсмены       | Соперник Результат | Соперник Результат     | Соперник Результат   | Соперник Результат   | Соперник Результат   | Соперник Результат   | Соперник Результат   | Место                |
| ---------------- | ---------------- | ------------------ | ---------------------- | -------------------- | -------------------- | -------------------- | -------------------- | -------------------- | -------------------- |
| одиночный разряд | Ярослав Жмуденко | не участвовал      | CHNФань Чжэньдун П 0:4 | завершил выступление | завершил выступление | завершил выступление | завершил выступление | завершил выступление | завершил выступление |

Женщины
| Соревнование     | Спортсменки        | Квалификация       | Первый раунд         | Второй раунд          | Третий раунд          | Четвертьфинал         | Полуфинал             | Финал                 | Место                 |
| Соревнование     | Спортсменки        | Соперник Результат | Соперник Результат   | Соперник Результат    | Соперник Результат    | Соперник Результат    | Соперник Результат    | Соперник Результат    | Место                 |
| ---------------- | ------------------ | ------------------ | -------------------- | --------------------- | --------------------- | --------------------- | --------------------- | --------------------- | --------------------- |
| одиночный разряд | Соломия Братейко   | не участвовала     | ROUЭ. Самара П 3:4   | завершила выступление | завершила выступление | завершила выступление | завершила выступление | завершила выступление | завершила выступление |
| одиночный разряд | Маргарита Песоцкая | не участвовала     | THAО. Парананг В 4:3 | ROUБ. Сёч П 1:4       | завершила выступление | завершила выступление | завершила выступление | завершила выступление | завершила выступление |

## Плавание
Мужчины
| Дистанция                  | Спортсмены         | Предварительный раунд | Предварительный раунд | Полуфинал            | Полуфинал            | Финал                | Финал                |
| Дистанция                  | Спортсмены         | Результат             | Место                 | Результат            | Место                | Результат            | Место                |
| -------------------------- | ------------------ | --------------------- | --------------------- | -------------------- | -------------------- | -------------------- | -------------------- |
| 50 метров вольным стилем   | Владислав Бухов    | 21,89                 | 11 Q                  | 21,76                | 11                   | завершил выступление | завершил выступление |
| 800 метров вольным стилем  | Михаил Романчук    | 7.49,17               | 17                    | не проводится        | не проводится        | завершил выступление | завершил выступление |
| 1500 метров вольным стилем | Михаил Романчук    | DNS                   | DNS                   | не проводится        | не проводится        | завершил выступление | завершил выступление |
| 200 метров баттерфляем     | Денис Кесиль       | 1.57,42               | 24                    | завершил выступление | завершил выступление | завершил выступление | завершил выступление |
| 100 метров на спине        | Александр Желтяков | 54,32                 | 24                    | завершил выступление | завершил выступление | завершил выступление | завершил выступление |
| 200 метров на спине        | Александр Желтяков | 1.58,41               | 20                    | завершил выступление | завершил выступление | завершил выступление | завершил выступление |

Женщины
| Дистанция           | Спортсменки        | Предварительный раунд | Предварительный раунд | Полуфинал             | Полуфинал             | Финал                 | Финал                 |
| Дистанция           | Спортсменки        | Результат             | Место                 | Результат             | Место                 | Результат             | Место                 |
| ------------------- | ------------------ | --------------------- | --------------------- | --------------------- | --------------------- | --------------------- | --------------------- |
| 100 метров на спине | Ника Шарафутдинова | 1.01,47               | 22                    | завершила выступление | завершила выступление | завершила выступление | завершила выступление |

## Прыжки в воду
Мужчины
| Спортсмены                    | Дисциплина                      | Квалификация | Квалификация | Полуфинал | Полуфинал | Финал  | Финал |
| Спортсмены                    | Дисциплина                      | Баллы        | Место        | Баллы     | Место     | Баллы  | Место |
| ----------------------------- | ------------------------------- | ------------ | ------------ | --------- | --------- | ------ | ----- |
| Алексей Середа                | 10-метровая вышка               |              |              |           |           |        |       |
| Олег Колодий Даниил Коновалов | 3-метровый трамплин, синхронные | —            | —            | —         | —         | 348,27 | 7     |
| Алексей Середа Кирилл Болюх   | 10-метровая вышка, синхронные   | —            | —            | —         | —         | 412,65 | 5     |

Женщины
| Спортсменки                      | Дисциплина                      | Квалификация | Квалификация | Полуфинал             | Полуфинал             | Финал                 | Финал                 |
| Спортсменки                      | Дисциплина                      | Баллы        | Место        | Баллы                 | Место                 | Баллы                 | Место                 |
| -------------------------------- | ------------------------------- | ------------ | ------------ | --------------------- | --------------------- | --------------------- | --------------------- |
| София Лыскун                     | 10-метровая вышка               | 253,10       | 25           | завершила выступление | завершила выступление | завершила выступление | завершила выступление |
| Виктория Кесарь                  | 3-метровый трамплин             | 217,75       | 27           | завершила выступление | завершила выступление | завершила выступление | завершила выступление |
| Анна Письменская Виктория Кесарь | 3-метровый трамплин, синхронные | —            | —            | —                     | —                     | 251,37                | 7                     |
| Ксения Байло София Лыскун        | 10-метровая вышка, синхронные   | —            | —            | —                     | —                     | 285,00                | 7                     |

## Синхронное плавание
Женщины
| Соревнование | Спортсменки                           | Техническая программа | Техническая программа | Произвольная программа | Произвольная программа | Сумма    | Сумма |
| Соревнование | Спортсменки                           | Очков                 | Место                 | Очков                  | Место                  | Очков    | Место |
| ------------ | ------------------------------------- | --------------------- | --------------------- | ---------------------- | ---------------------- | -------- | ----- |
| дуэты        | Марина Алексеева Владислава Алексеева | 260.4600              | 5                     | 278.2084               | 7                      | 538.6684 | 5     |

## Современное пятиборье

### Полуфиналы
| Спортсмены        | Дисциплина     | Фехтование (шпага до 1 укола) | Фехтование (шпага до 1 укола) | Фехтование (шпага до 1 укола) | Фехтование (шпага до 1 укола) | Плавание (200 м вольный стиль) | Плавание (200 м вольный стиль) | Плавание (200 м вольный стиль) | Конный спорт (конкур) | Конный спорт (конкур) | Конный спорт (конкур) | Комбинация: стрельба и бег (10 м пистолет)/(3200 м) | Комбинация: стрельба и бег (10 м пистолет)/(3200 м) | Комбинация: стрельба и бег (10 м пистолет)/(3200 м) | Сумма | Место |
| Спортсмены        | Дисциплина     | ОР                            | БР                            | Место                         | Баллы                         | Время                          | Место                          | Баллы                          | Штраф                 | Место                 | Баллы                 | Время                                               | Место                                               | Баллы                                               | Сумма | Место |
| ----------------- | -------------- | ----------------------------- | ----------------------------- | ----------------------------- | ----------------------------- | ------------------------------ | ------------------------------ | ------------------------------ | --------------------- | --------------------- | --------------------- | --------------------------------------------------- | --------------------------------------------------- | --------------------------------------------------- | ----- | ----- |
| Александр Товкай  | Мужской турнир | 245                           | 4                             | 1                             | 249                           | 2.00,93                        | 12                             | 309                            | EL                    | 36                    | 0                     | 10.36,41                                            | 29                                                  | 664                                                 | 1222  | 35    |
| Владислав Чекан   | Мужской турнир | 200                           | 0                             | 27                            | 200                           | 2.02,82                        | 18                             | 305                            | 0                     | 6                     | 300                   | 10.19,49                                            | 19                                                  | 681                                                 | 1486  | 23    |
| Валерия Пермыкина | Женский турнир | 200                           | 4                             | 27                            | 204                           | 2.19,78                        | 24                             | 271                            | 3                     | 13                    | 297                   | 11.35,69                                            | 12                                                  | 605                                                 | 1377  | 21    |

## Спортивная гимнастика
Мужчины
| Спортсмены       | Дисциплина          | Квалификация                  | Квалификация                  | Квалификация                  | Квалификация                  | Квалификация                  | Квалификация                  | Квалификация                  | Квалификация                  | Финал                | Финал                | Финал                | Финал                | Финал                | Финал                | Финал                | Финал                |
| Спортсмены       | Дисциплина          | Снаряды                       | Снаряды                       | Снаряды                       | Снаряды                       | Снаряды                       | Снаряды                       | Всего                         | Место                         | Снаряды              | Снаряды              | Снаряды              | Снаряды              | Снаряды              | Снаряды              | Всего                | Место                |
| Спортсмены       | Дисциплина          | В                             | КН                            | КО                            | ОП                            | ПБ                            | П                             | Всего                         | Место                         | В                    | КН                   | КО                   | ОП                   | ПБ                   | П                    | Всего                | Место                |
| ---------------- | ------------------- | ----------------------------- | ----------------------------- | ----------------------------- | ----------------------------- | ----------------------------- | ----------------------------- | ----------------------------- | ----------------------------- | -------------------- | -------------------- | -------------------- | -------------------- | -------------------- | -------------------- | -------------------- | -------------------- |
| Назар Чепурный   | Команды             | 13,533                        | 13,000                        | —                             | 14,866                        | 14,100                        | 13,033                        | —                             | —                             | 13,366               | —                    | —                    | 14,900               | —                    | —                    | —                    | —                    |
| Илья Ковтун      | Команды             | 14,533                        | 13,466                        | 13,066                        | 14,166                        | 15,166                        | 12,766                        | 83,163                        | 11 Q                          | 14,100               | 14,000               | 13,233               | —                    | 15,433               | 14,033               | —                    | —                    |
| Игорь Радивилов  | Команды             | —                             | —                             | 14,166                        | 14,900                        | —                             | —                             | —                             | —                             | —                    | —                    | 14,000               | 14,766               | —                    | —                    | —                    | —                    |
| Радомир Стельмах | Команды             | 13,366                        | 14,033                        | 12,933                        | —                             | 14,600                        | 13,600                        | —                             | —                             | —                    | 14,033               | —                    | —                    | 14,366               | 13,666               | —                    | —                    |
| Олег Верняев     | Команды             | 13,066                        | 15,033                        | 13,600                        | 14,866                        | 15,266                        | 12,800                        | 84,631                        | 7 Q                           | 13,766               | 14,833               | 13,666               | 14,800               | 15,000               | 12,800               | —                    | —                    |
| Всего            | Команды             | 41,432                        | 42,532                        | 40,832                        | 44,632                        | 45,032                        | 39,433                        | 253,893                       | 4 Q                           | 41,232               | 42,866               | 40,899               | 44,466               | 44,799               | 40,499               | 254,761              | 5                    |
| Илья Ковтун      | Многоборье          | См. выше командное многоборье | См. выше командное многоборье | См. выше командное многоборье | См. выше командное многоборье | См. выше командное многоборье | См. выше командное многоборье | См. выше командное многоборье | См. выше командное многоборье | 14,700               | 14,633               | 13,333               | 14,266               | 15,400               | 13,833               | 86,165               | 4                    |
| Илья Ковтун      | Вольные упражнения  | 14,533                        | —                             | —                             | —                             | —                             | —                             | —                             | 4 Q                           | 14,533               | —                    | —                    | —                    | —                    | —                    | 14,533               | 4                    |
| Илья Ковтун      | Конь                | —                             | 13,466                        | —                             | —                             | —                             | —                             | —                             | 34                            | завершил выступление | завершил выступление | завершил выступление | завершил выступление | завершил выступление | завершил выступление | завершил выступление | завершил выступление |
| Илья Ковтун      | Кольца              | —                             | —                             | 13,066                        | —                             | —                             | —                             | —                             | 43                            | завершил выступление | завершил выступление | завершил выступление | завершил выступление | завершил выступление | завершил выступление | завершил выступление | завершил выступление |
| Илья Ковтун      | Параллельные брусья | —                             | —                             | —                             | —                             | 15,166                        | —                             | —                             | 6 Q                           | —                    | —                    | —                    | —                    | 15,500               | —                    | 15,500               | 2                    |
| Илья Ковтун      | Перекладина         | —                             | —                             | —                             | —                             | —                             | 12,766                        | —                             | 48                            | завершил выступление | завершил выступление | завершил выступление | завершил выступление | завершил выступление | завершил выступление | завершил выступление | завершил выступление |
| Олег Верняев     | Многоборье          | См. выше командное многоборье | См. выше командное многоборье | См. выше командное многоборье | См. выше командное многоборье | См. выше командное многоборье | См. выше командное многоборье | См. выше командное многоборье | См. выше командное многоборье | 13,933               | 14,833               | 13,533               | 14,400               | 15,000               | 12,700               | 84,399               | 8                    |
| Олег Верняев     | Вольные упражнения  | 13,066                        | —                             | —                             | —                             | —                             | —                             | —                             | 57                            | завершил выступление | завершил выступление | завершил выступление | завершил выступление | завершил выступление | завершил выступление | завершил выступление | завершил выступление |
| Олег Верняев     | Конь                | —                             | 15,033                        | —                             | —                             | —                             | —                             | —                             | 5 Q                           | —                    | 14,966               | —                    | —                    | —                    | —                    | 14,966               | 5                    |
| Олег Верняев     | Кольца              | —                             | —                             | 13,600                        | —                             | —                             | —                             | —                             | 24                            | завершил выступление | завершил выступление | завершил выступление | завершил выступление | завершил выступление | завершил выступление | завершил выступление | завершил выступление |
| Олег Верняев     | Параллельные брусья | —                             | —                             | —                             | —                             | 15,266                        | —                             | —                             | 4 Q                           | —                    | —                    | —                    | —                    | 13,300               | —                    | 13,300               | 8                    |
| Олег Верняев     | Перекладина         | —                             | —                             | —                             | —                             | —                             | 12,800                        | —                             | 45                            | завершил выступление | завершил выступление | завершил выступление | завершил выступление | завершил выступление | завершил выступление | завершил выступление | завершил выступление |
| Назар Чепурный   | Вольные упражнения  | 13,533                        | —                             | —                             | —                             | —                             | —                             | —                             | 41                            | завершил выступление | завершил выступление | завершил выступление | завершил выступление | завершил выступление | завершил выступление | завершил выступление | завершил выступление |
| Назар Чепурный   | Конь                | —                             | 13,000                        | —                             | —                             | —                             | —                             | —                             | 44                            | завершил выступление | завершил выступление | завершил выступление | завершил выступление | завершил выступление | завершил выступление | завершил выступление | завершил выступление |
| Назар Чепурный   | Опорный прыжок      | —                             | —                             | —                             | 14,833                        | —                             | —                             | —                             | 1 Q                           | —                    | —                    | —                    | 14,899               | —                    | —                    | 14,899               | 6                    |
| Назар Чепурный   | Параллельные брусья | —                             | —                             | —                             | —                             | 14,100                        | —                             | —                             | 36                            | завершил выступление | завершил выступление | завершил выступление | завершил выступление | завершил выступление | завершил выступление | завершил выступление | завершил выступление |
| Назар Чепурный   | Перекладина         | —                             | —                             | —                             | —                             | —                             | 13,033                        | —                             | 42                            | завершил выступление | завершил выступление | завершил выступление | завершил выступление | завершил выступление | завершил выступление | завершил выступление | завершил выступление |
| Радомир Стельмах | Вольные упражнения  | 13,366                        | —                             | —                             | —                             | —                             | —                             | —                             | 46                            | завершил выступление | завершил выступление | завершил выступление | завершил выступление | завершил выступление | завершил выступление | завершил выступление | завершил выступление |
| Радомир Стельмах | Конь                | —                             | 14,033                        | —                             | —                             | —                             | —                             | —                             | 20                            | завершил выступление | завершил выступление | завершил выступление | завершил выступление | завершил выступление | завершил выступление | завершил выступление | завершил выступление |
| Радомир Стельмах | Кольца              | —                             | —                             | —                             | 12,933                        | —                             | —                             | —                             | 54                            | завершил выступление | завершил выступление | завершил выступление | завершил выступление | завершил выступление | завершил выступление | завершил выступление | завершил выступление |
| Радомир Стельмах | Параллельные брусья | —                             | —                             | —                             | —                             | 14,600                        | —                             | —                             | 15                            | завершил выступление | завершил выступление | завершил выступление | завершил выступление | завершил выступление | завершил выступление | завершил выступление | завершил выступление |
| Радомир Стельмах | Перекладина         | —                             | —                             | —                             | —                             | —                             | 13,600                        | —                             | 24                            | завершил выступление | завершил выступление | завершил выступление | завершил выступление | завершил выступление | завершил выступление | завершил выступление | завершил выступление |
| Игорь Радивилов  | Кольца              | —                             | —                             | —                             | 14,166                        | —                             | —                             | —                             | 15                            | завершил выступление | завершил выступление | завершил выступление | завершил выступление | завершил выступление | завершил выступление | завершил выступление | завершил выступление |
| Игорь Радивилов  | Опорный прыжок      | —                             | —                             | —                             | —                             | 14,700                        | —                             | —                             | 4 Q                           | —                    | —                    | —                    | 14,166               | —                    | —                    | 14,166               | 8                    |

Женщины
| Спортсменка    | Дисциплина          | Квалификация | Квалификация | Квалификация | Квалификация | Квалификация | Квалификация | Финал                 | Финал                 | Финал                 | Финал                 | Финал                 | Финал                 |
| Спортсменка    | Дисциплина          | Снаряды      | Снаряды      | Снаряды      | Снаряды      | Всего        | Место        | Снаряды               | Снаряды               | Снаряды               | Снаряды               | Всего                 | Место                 |
| Спортсменка    | Дисциплина          | ОП           | РБ           | Б            | В            | Всего        | Место        | ОП                    | РБ                    | Б                     | В                     | Всего                 | Место                 |
| -------------- | ------------------- | ------------ | ------------ | ------------ | ------------ | ------------ | ------------ | --------------------- | --------------------- | --------------------- | --------------------- | --------------------- | --------------------- |
| Анна Лащевская | Многоборье          | 12,833       | 13,033       | 11,866       | 12,566       | 50,298       | 49           | завершила выступление | завершила выступление | завершила выступление | завершила выступление | завершила выступление | завершила выступление |
| Анна Лащевская | Разновысокие брусья | —            | 13,033       | —            | —            | —            | 46           | завершила выступление | завершила выступление | завершила выступление | завершила выступление | завершила выступление | завершила выступление |
| Анна Лащевская | Бревно              | —            | —            | 11,866       | —            | —            | 65           | завершила выступление | завершила выступление | завершила выступление | завершила выступление | завершила выступление | завершила выступление |
| Анна Лащевская | Вольные упражнения  | —            | —            | —            | 12,566       | —            | 48           | завершила выступление | завершила выступление | завершила выступление | завершила выступление | завершила выступление | завершила выступление |

## Спортивное скалолазание
Комбинация боулдеринга и лазания на трудность
| Спортсмен         | Категория | Квалификация | Квалификация | Квалификация | Квалификация | Квалификация | Квалификация | Финал                 | Финал                 | Финал                 | Финал                 | Финал                 | Финал                 |
| Спортсмен         | Категория | Боулдеринг   | Боулдеринг   | Трудность    | Трудность    | Всего        | Место        | Боулдеринг            | Боулдеринг            | Трудность             | Трудность             | Всего                 | Место                 |
| Спортсмен         | Категория | Результат    | Место        | Время        | Место        | Всего        | Место        | Результат             | Место                 | Время                 | Место                 | Всего                 | Место                 |
| ----------------- | --------- | ------------ | ------------ | ------------ | ------------ | ------------ | ------------ | --------------------- | --------------------- | --------------------- | --------------------- | --------------------- | --------------------- |
| Евгения Казбекова | Женщины   | 39,5         | 14           | 45,1         | 14           | 84,6         | 15           | завершила выступление | завершила выступление | завершила выступление | завершила выступление | завершила выступление | завершила выступление |

Лазание на скорость
| Спортсмен    | Категория | Квалификация | Квалификация | 1/8 финала                    | Четвертьфиналы       | Полуфиналы           | Финал / За 3 место   | Финал / За 3 место |
| Спортсмен    | Категория | Время        | Место        | Соперник Время                | Соперник Время       | Соперник Время       | Соперник Время       | Место              |
| ------------ | --------- | ------------ | ------------ | ----------------------------- | -------------------- | -------------------- | -------------------- | ------------------ |
| Ярослав Ткач | Мужчины   | 5,11         | 7            | Басса Мавем (FRA) П 5,17–5,16 | завершил выступление | завершил выступление | завершил выступление | 9                  |

## Стрельба
Мужчины
| Спортсмены       | Дисциплина                            | Квалификация | Квалификация | Финал                | Финал                |
| Спортсмены       | Дисциплина                            | Баллы        | Место        | Баллы                | Место                |
| ---------------- | ------------------------------------- | ------------ | ------------ | -------------------- | -------------------- |
| Сергей Кулиш     | Пневматическая винтовка, 10 метров    | 627,4        | 27           | завершил выступление | завершил выступление |
| Сергей Кулиш     | Винтовка из трёх положений, 50 метров | 592          | 3            | 461,3                | 2                    |
| Павел Коростылёв | Пневматический пистолет, 10 метров    | 576          | 12           | завершил выступление | завершил выступление |
| Павел Коростылёв | Скорострельный пистолет, 25 метров    | 587          | 3            | 16                   | 5                    |
| Виктор Банькин   | Пневматический пистолет, 10 метров    | 576          | 11           | завершил выступление | завершил выступление |
| Максим Городинец | Скорострельный пистолет, 25 метров    | 584-14x      | 8            | завершил выступление | завершил выступление |

Женщины
| Спортсменки     | Дисциплина                         | Квалификация | Квалификация | Финал                 | Финал                 |
| Спортсменки     | Дисциплина                         | Баллы        | Место        | Баллы                 | Место                 |
| --------------- | ---------------------------------- | ------------ | ------------ | --------------------- | --------------------- |
| Елена Костевич  | Пневматический пистолет, 10 метров | 572          | 19           | завершила выступление | завершила выступление |
| Елена Костевич  | Пистолет, 25 метров                | 572          | 19           | завершила выступление | завершила выступление |
| Ирина Маловичко | Скит                               | 113          | 24           | завершила выступление | завершила выступление |

Смешанные соревнования
| Спортсмены                      | Дисциплина                         | Квалификация | Квалификация | Финал                 | Финал                 |
| Спортсмены                      | Дисциплина                         | Баллы        | Место        | Баллы                 | Место                 |
| ------------------------------- | ---------------------------------- | ------------ | ------------ | --------------------- | --------------------- |
| Павел Коростылёв Елена Костевич | Пневматический пистолет, 10 метров | 572          | 13           | завершили выступление | завершили выступление |

## Стрельба из лука
| Соревнование              | Спортсмены                    | Квалификация | Квалификация | 1/32 финала           | 1/16 финала          | 1/8 финала            | Четвертьфинал         | Полуфинал             | Финал                 | Место |
| Соревнование              | Спортсмены                    | Результат    | Место        | Соперник Результат    | Соперник Результат   | Соперник Результат    | Соперник Результат    | Соперник Результат    | Соперник Результат    | Место |
| ------------------------- | ----------------------------- | ------------ | ------------ | --------------------- | -------------------- | --------------------- | --------------------- | --------------------- | --------------------- | ----- |
| индивидуальное первенство | Михаил Усач                   | 651          | 48           | BRAМ. Д’Алмейда П 2:6 | завершил выступление | завершил выступление  | завершил выступление  | завершил выступление  | завершил выступление  | 33    |
| индивидуальное первенство | Вероника Марченко             | 657          | 25           | TPEЛи Цзай-чи В 6:4   | MEXА. Валенсия П 4:6 | завершила выступление | завершила выступление | завершила выступление | завершила выступление | 17    |
| смешанная команда         | Михаил Усач Вероника Марченко | 1308         | 21           |                       |                      | завершили выступление | завершили выступление | завершили выступление | завершили выступление | 21    |

## Теннис
Женщины
| Соревнование     | Спортсменки                     | 1/32 финала                   | 1/16 финала                             | 1/8 финала                                    | Четвертьфинал                                       | Полуфинал             | Финал                 | Место                 |
| Соревнование     | Спортсменки                     | Соперник Результат            | Соперник Результат                      | Соперник Результат                            | Соперник Результат                                  | Соперник Результат    | Соперник Результат    | Место                 |
| ---------------- | ------------------------------- | ----------------------------- | --------------------------------------- | --------------------------------------------- | --------------------------------------------------- | --------------------- | --------------------- | --------------------- |
| одиночный разряд | Марта Костюк                    | NZLЛ. Сан В 6:4, 6:3          | FRAК. Бюрель В 7:6(7:3), 6:2            | GREМ. Саккари В 4:6, 7:6(7:5), 6:4            | CROД. Векич П 4:6, 6:2, 6:7(8:10)                   | завершила выступление | завершила выступление | завершила выступление |
| одиночный разряд | Элина Свитолина                 | JPNМ. Утидзима В 6:2, 6:1     | USAД. Пегула В 4:6, 6:1, 6:3            | CZEБ. Крейчикова П 6:7(5:7), 6:2, 4:6         | завершила выступление                               | завершила выступление | завершила выступление | завершила выступление |
| одиночный разряд | Даяна Ястремская                | BRAЛ. Пигосси В 3:6, 7:5, 6:0 | COLК. Осорио П 6:7(4:7), 4:6            | завершила выступление                         | завершила выступление                               | завершила выступление | завершила выступление | завершила выступление |
| одиночный разряд | Ангелина Калинина               | NEDА. Рус DNS                 | завершила выступление                   | завершила выступление                         | завершила выступление                               | завершила выступление | завершила выступление | завершила выступление |
| парный разряд    | Марта Костюк Даяна Ястремская   | не проводится                 | POLМ. Линетт / А. Росольская В 6:4, 6:1 | TPEСе Шувэй / Цзао Цзяи П WO                  | завершили выступление                               | завершили выступление | завершили выступление | завершили выступление |
| парный разряд    | Людмила Киченок Надежда Киченок | не проводится                 | CHNВан Синьюй / Чжэн Сайсай В 6:1, 6:4  | USAД. Коллинз / Д. Кравчик В 3:6, 6:4, [10:7] | ESPК. Букша / С. Соррибес Тормо П 3:6, 6:2, [10:12] | завершили выступление | завершили выступление | завершили выступление |

## Тяжёлая атлетика
Женщины
| Категория | Спортсменки    | Рывок | Рывок | Толчок | Толчок | Всего | Всего |
| Категория | Спортсменки    | Вес   | Место | Вес    | Место  | Вес   | Место |
| --------- | -------------- | ----- | ----- | ------ | ------ | ----- | ----- |
| до 59 кг  | Камила Конотоп | 104   | 5     | 123    | 7      | 227   | 7     |

## Фехтование
Женщины
| Соревнование         | Спортсменки                                                          | 1/32 финала         | 1/16 финала           | 1/8 финала            | Четвертьфиналы        | Полуфиналы            | Матч за 3-е место                     | Финал                    | Место |
| Соревнование         | Спортсменки                                                          | Соперник Результат  | Соперник Результат    | Соперник Результат    | Соперник Результат    | Соперник Результат    | Соперник Результат                    | Соперник Результат       | Место |
| -------------------- | -------------------------------------------------------------------- | ------------------- | --------------------- | --------------------- | --------------------- | --------------------- | ------------------------------------- | ------------------------ | ----- |
| индивидуальная шпага | Джоан Фейби Бежура                                                   |                     | FRAО. Малло П 13:14   | завершила выступление | завершила выступление | завершила выступление | завершила выступление                 | завершила выступление    |       |
| индивидуальная шпага | Елена Кривицкая                                                      |                     | KENА. Ндоло В 13:12   | CANЖуйэнь Сяо В 15:14 | HKGВивиан Кон П 7:15  | завершила выступление | завершила выступление                 | завершила выступление    | 8     |
| индивидуальная шпага | Влада Харькова                                                       |                     | USAМ. Винценти В 15:6 | JPNМ. Ёсимура В 15:10 | FRAО. Малло П 10:15   | завершила выступление | завершила выступление                 | завершила выступление    | 7     |
| командная шпага      | Джоан Фейби Бежура Елена Кривицкая Влада Харькова Дарья Варфоломеева |                     |                       |                       | Китай П 41:45         | Египет В 45:31        | За 5-е место Республика Корея П 38:45 |                          | 6     |
| индивидуальная сабля | Ольга Харлан                                                         |                     | JPNС. Фукусима В 15:9 | AZEА. Башта В 15:6    | HUNА. Мартон В 15:7   | FRAС. Бальцер П 7:15  | KORЧхве Се Бин В 15:14                |                          | 3     |
| индивидуальная сабля | Алина Комащук                                                        |                     | KORЧон Ха Юнг П 8:15  | завершила выступление | завершила выступление | завершила выступление | завершила выступление                 | завершила выступление    |       |
| индивидуальная сабля | Елена Кравацкая                                                      | ALGС. Будиаф В 15:8 | JPNМ. Эмура П 14:15   | завершила выступление | завершила выступление | завершила выступление | завершила выступление                 | завершила выступление    |       |
| командная сабля      | Ольга Харлан Алина Комащук Елена Кравацкая Юлия Бакастова            |                     |                       |                       | Италия В 45:37        | Япония В 45:32        |                                       | Республика Корея В 45:42 | 1     |

## Футбол
Мужчины
| Поз | Команда   | И | В | Н | П | МЗ | МП | РМ | О | Квалификация     |
| --- | --------- | - | - | - | - | -- | -- | -- | - | ---------------- |
| 1   | Марокко   | 3 | 2 | 0 | 1 | 6  | 3  | +3 | 6 | Выход в плей-офф |
| 2   | Аргентина | 3 | 2 | 0 | 1 | 6  | 3  | +3 | 6 | Выход в плей-офф |
| 3   | Украина   | 3 | 1 | 0 | 2 | 3  | 5  | −2 | 3 |                  |
| 4   | Ирак      | 3 | 1 | 0 | 2 | 3  | 7  | −4 | 3 |                  |

| 24 июля 2024                 | \| Ирак \| 2:1 протокол \| Украина \| \| Хусейн 57′ (пен.) · Ясим 75′ \| Голы \| Рубчинский 53′ \| | Стадион Лиона (Десин-Шарпьё) Зрителей: 10 637 Судья: Махмуд Али Исмаил (Судан) |
| Ирак                         | 2:1 протокол                                                                                       | Украина                                                                        |
| Хусейн 57′ (пен.) · Ясим 75′ | Голы                                                                                               | Рубчинский 53′                                                                 |

| 27 июля 2024                   | \| Украина \| 2:1 протокол \| Марокко \| \| Крыськив 22′ · Краснопир 90+8′ \| Голы \| Рахими 64′ (пен.) \| | Жоффруа Гишар (Сент-Этьен) Судья: Саид Мартинес (Гондурас) |
| Украина                        | 2:1 протокол                                                                                               | Марокко                                                    |
| Крыськив 22′ · Краснопир 90+8′ | Голы | Рахими 64′ (пен.)                                          |

| 30 июля 2024 | \| Украина \| 0:2 протокол \| Аргентина \| \| \| Голы \| Альмада 47′ · Эчеверри 90+1′ \| | Стадион Лиона (Десин-Шарпьё) Судья: Дахане Бейда (Мавритания) |
| Украина      | 0:2 протокол                                                                             | Аргентина                                                     |
|              | Голы                                                                                     | Альмада 47′ · Эчеверри 90+1′                                  |

Состав команды
| №              | Имя                 | Клуб              | Дата рождения   | Возраст | Игр     | Голов   |
| Вратари        | Вратари             | Вратари           | Вратари         | Вратари | Вратари | Вратари |
| -------------- | ------------------- | ----------------- | --------------- | ------- | ------- | ------- |
| 1              | Георгий Ермаков     | Александрия       | 28 марта 2002   | 22 года | —       | —       |
| 12             | Кирилл Фесюн        | Шахтёр Донецк     | 7 августа 2002  | 21 год  | —       | —       |
| Защитники      |                     |                   |                 |         |         |         |
| 2              | Илья Крупский       | Ворскла           | 2 октября 2004  | 19 лет  | —       | —       |
| 3              | Александр Мартынюк  | Александрия       | 25 ноября 2001  | 22 года | —       | —       |
| 4              | Максим Таловеров*   | ЛАСК              | 28 июня 2000    | 24 года | —       | —       |
| 6              | Алексей Сыч         | Рух Львов         | 1 апреля 2001   | 23 года | —       | —       |
| 10             | Максим Брагару      | Динамо Киев       | 21 июля 2002    | 22 года | —       | —       |
| 13             | Владимир Салюк      | Черноморец Одесса | 25 июня 2002    | 22 года | —       | —       |
| 16             | Арсений Батагов     | Заря Луганск      | 5 марта 2002    | 22 года | —       | —       |
| Полузащитники  |                     |                   |                 |         |         |         |
| 5              | Валентин Рубчинский | Динамо Киев       | 15 февраля 2002 | 22 года | —       | —       |
| 7              | Олег Очеретько      | Шахтёр Донецк     | 25 мая 2003     | 21 год  | —       | —       |
| 8              | Николай Михайленко  | Динамо Киев       | 22 мая 2001     | 23 года | —       | —       |
| 17             | Олег Федор          | Рух Львов         | 23 июля 2004    | 20 лет  | —       | —       |
| 18             | Дмитрий Крыськив*   | Шахтёр Донецк     | 6 октября 2000  | 23 года | —       | —       |
| Нападающие     |                     |                   |                 |         |         |         |
| 9              | Игорь Краснопир     | Рух Львов         | 1 декабря 2002  | 21 год  | —       | —       |
| 11             | Максим Хлань        | Лехия Гданьск     | 27 января 2003  | 21 год  | —       | —       |
| 14             | Даниил Сикан (к)    | Шахтёр Донецк     | 16 апреля 2001  | 23 года | —       | —       |
| 15             | Владислав Велетень  | Колос Ковалёвка   | 1 октября 2002  | 21 год  | —       | —       |
| Главный тренер |                     |                   |                 |         |         |         |
| Флаг Украины   | Руслан Ротань       | Руслан Ротань     | 29 октября 1981 | 42 года |         |         |

## Художественная гимнастика
| Спортсменка       | Дисциплина | Квалификация | Квалификация | Квалификация | Квалификация | Квалификация | Квалификация | Финал  | Финал  | Финал  | Финал  | Финал   | Финал |
| Спортсменка       | Дисциплина | Обруч        | Мяч          | Булавы       | Лента        | Всего        | Место        | Обруч  | Мяч    | Булавы | Лента  | Всего   | Место |
| ----------------- | ---------- | ------------ | ------------ | ------------ | ------------ | ------------ | ------------ | ------ | ------ | ------ | ------ | ------- | ----- |
| Таисия Онофрийчук | Личное     | 34.250       | 35.250       | 33.750       | 32.500       | 135.750      | 4            | 30.400 | 30.900 | 34.150 | 32.950 | 128.400 | 9     |

| Спортсменки                                                                | Дисциплина | Квалификация | Квалификация | Квалификация | Квалификация | Финал    | Финал      | Финал  | Финал |
| Спортсменки                                                                | Дисциплина | 5 предм.     | 3+2 предм.   | Всего        | Место        | 5 предм. | 3+2 предм. | Всего  | Место |
| -------------------------------------------------------------------------- | ---------- | ------------ | ------------ | ------------ | ------------ | -------- | ---------- | ------ | ----- |
| Диана Баева Алина Мельник Мария Высочанская Валерия Перемета Кира Ширикина | Группы     | 35.450       | 33.500       | 68.950       | 3            | 36.550   | 29.150     | 65.700 | 7     |